# G.rev
G.rev Ltd. (Japans: 有限会社グレフ, Romaji: Yūgen Gaisha Gurefu) is een Japans computerspelontwikkelaar. Het bedrijf werd in juli 2000 opgericht door voormalig medewerkers van Taito's arcadedivisie, en werd daarom vooral bekend om haar shoot 'em up-spellen in arcadestijl.

## Geschiedenis
G.rev werkte in hun begindagen in eerste instantie samen met Taito en Treasure bij de ontwikkeling van Ikaruga en Gradius V. Het eerste zelf ontwikkelde spel van G.rev was een puzzelspel genaamd Doki Doki Idol Star Seeker dat in 2001 voor het Sega NAOMI arcadeplatform verscheen en kort daarna ook voor de Dreamcast.
Nadat er voldoende financiën beschikbaar waren werkte G.rev aan hun eerste arcadespel. In 2003 volgde Border Down en in 2006 Under Defeat, die eveneens voor NAOMI en Dreamcast verschenen. De in 2005 verschenen serie Senko no Ronde werd met name in Japan een succesvolle spelserie en kreeg enkele vervolgdelen.

## Computerspellen
| Jaar | Titel                            | Platform                                 | Opmerking            |
| ---- | -------------------------------- | ---------------------------------------- | -------------------- |
| 2001 | Doki Doki Idol Star Seeker       | Sega NAOMI, Dreamcast                    | uitsluitend in Japan |
| 2003 | Border Down                      | Sega NAOMI, Dreamcast                    | uitsluitend in Japan |
| 2006 | Under Defeat                     | Sega NAOMI, Dreamcast                    | uitsluitend in Japan |
| 2006 | WarTech: Senko no Ronde          | Sega NAOMI, Xbox 360                     |                      |
| 2010 | Senko no Ronde: DUO              | Taito X2, Xbox 360                       | uitsluitend in Japan |
| 2011 | Strania                          | Taito X2, Xbox Live Arcade, Windows      |                      |
| 2012 | Under Defeat HD                  | Xbox 360, PlayStation 3                  |                      |
| 2012 | Kokuga                           | 3DS                                      |                      |
| 2014 | GameCenter CX: Arino no Chōsenjō | 3DS                                      | uitsluitend in Japan |
| 2016 | Dariusburst                      | PlayStation 4, PlayStation Vita, Windows |                      |
| 2017 | Senko no Ronde 2                 | PlayStation 4, Windows                   |                      |